# Szachownica (kajakarstwo)
Szachownica (ang. boulder garden) - w kajakarstwie (przede wszystkim górskim), miejsca w nurcie rzeki, w których rozsiana jest duża liczba głazów, pomiędzy którymi trzeba zręcznie manewrować kajakiem. 
Szachownicą bywa również nazywany kompleksowy charakter rzeki, w której korycie permanentnie występują duże głazy.